# Muzeul de Istorie din Buhuși
Muzeul de Istorie din Buhuși este un muzeu județean din Buhuși, amplasat în Str. Bradului nr. 16. Muzeul este adăpostit în fostul conac al boierului Toader Buhuș, datând din sec. al XVIII-lea. În 1991 expoziția de istorie a fost reorganizată, prin dezafectarea sălii de istorie contemporană și îmbogățirea colecțiilor cu utilaje tehnice care să ilustreze istoria industriei textile din Buhuși: darac de scărmănat lână, mici subansamble, război de țesut, meliță, roți de tors, cataloage cu mostre de stofe, costume naționale, ștergare etc.
Clădirea muzeului este declarată monument istoric, având codul BC-II-a-B-00801. Muzeul este adăpostit în fostul conac al boierului Toader Buhuș.